# Wielowymiarowa analiza wariancji
Wielowymiarowa analiza wariancji, MANOVA (od ang. multivariate analysis of variance) – procedura statystyczna będąca analizą wariancji dla więcej niż jednej zmiennej zależnej. 
Zazwyczaj zmienne zależne stanowią wyniki różnych pomiarów badających mniej więcej tę samą zmienną, na przykład wyniki dwóch testów badających umiejętność czytania albo wyniki na trzech skalach badających zaangażowanie polityczne. Wielowymiarowa analiza wariancji (podobnie jak analiza wariancji) może być jednoczynnikowa lub wieloczynnikowa. Jest to jedna z metod statystyki wielowymiarowej.
Przykład zastosowania: trzy grupy badanych porównywane są pod względem kombinacji czterech zmiennych zależnych.